# Championnat de Syrie de football 2017-2018
Navigation
Saison précédente Saison suivante
La saison 2017-2018 du Championnat de Syrie de football est la quarante-septième édition du championnat de première division en Syrie. Les quatorze meilleurs clubs du pays sont regroupés au sein d'une poule unique où ils s'affrontent deux fois au cours de la saison, à domicile et à l'extérieur. En fin de saison, les deux derniers du classement sont relégués et remplacés par les meilleures équipes de deuxième division.
C'est le club d'Al Jaish Damas, triple tenant du titre, qui remporte à nouveau le championnat après avoir terminé en tête du classement final, à égalité de points avec  Al Ittihad Alep, et une différence de buts plus faible, le départage se faisant en tenant compte des résultats particuliers, Al Jaish Damas a remporté les deux confrontations 2-1 et 1-0. C’est le seizième titre de champion de Syrie de l'histoire du club, le club remporte également la Coupe de Syrie permettant à Al Ittihad Alep de participer également à la Coupe de l'AFC 2019.

## Les clubs participants
- Al-Karamah SC
- Al Ittihad Alep
- Hutteen SC
- Al Taliya Hama
- Al Wahda Club
- Al-Nwa'ir
- Tishreen SC
- Al Majd Damas
- Al Shorta Damas
- Al Muhafaza SC
- Al Wathba Homs
- Al Jaish Damas
- Al-Jihad SC - promu de D2
- Al-Herafyeen SC - promu de D2

## Compétition
Le barème utilisé pour établir les différents classement est le suivant :
- Victoire : 3 points
- Match nul : 1 point
- Défaite : 0 point

### Classement
| Rang | Équipe             | Pts | J  | G  | N  | P  | Bp | Bc | Diff |
| ---- | ------------------ | --- | -- | -- | -- | -- | -- | -- | ---- |
| 1    | Al Jaish Damas'T'C | 56  | 26 | 16 | 8  | 2  | 42 | 16 | +26  |
| 2    | Al Ittihad Alep    | 56  | 26 | 16 | 8  | 2  | 44 | 15 | +29  |
| 3    | Al Wahda Club      | 51  | 26 | 16 | 3  | 7  | 48 | 28 | +20  |
| 4    | Tishreen SC        | 41  | 26 | 11 | 8  | 7  | 28 | 17 | +11  |
| 5    | Al Shorta Damas    | 39  | 26 | 10 | 9  | 7  | 30 | 29 | +1   |
| 6    | Al Taliya Hama     | 38  | 26 | 11 | 5  | 10 | 23 | 25 | -2   |
| 7    | Al-Nwa'ir          | 34  | 26 | 9  | 7  | 10 | 32 | 36 | -4   |
| 8    | Al-Karamah SC      | 33  | 26 | 8  | 9  | 9  | 29 | 27 | +2   |
| 9    | Al Wathba Homs     | 31  | 26 | 7  | 10 | 9  | 26 | 29 | -3   |
| 10   | Al Majd Damas      | 30  | 26 | 8  | 6  | 12 | 26 | 29 | -3   |
| 11   | Al-Herafyeen SCP   | 28  | 26 | 6  | 10 | 10 | 22 | 33 | -11  |
| 12   | Hutteen SC         | 27  | 26 | 6  | 9  | 11 | 25 | 34 | -9   |
| 13   | Al Muhafaza SC     | 23  | 26 | 6  | 5  | 15 | 27 | 47 | -20  |
| 14   | Al-Jihad SCP       | 9   | 26 | 2  | 3  | 21 | 21 | 56 | -35  |

|  | Qualification pour la Coupe de l'AFC 2019                                             |
|  | Relégation en deuxième division                                                       |
|  | T : Tenant du titre C : Vainqueur de la Coupe de Syrie P : Promu de deuxième division |

## Bilan de la saison
| Championnat de Syrie de football 2017-2018                        |                            |
| Champion                                                          | Al Jaish Damas (16e titre) |
| Coupes et trophées                                                |                            |
| Vainqueur de la Coupe de Syrie 2017-2018                          | Al Jaish Damas             |
| Qualifications continentales                                      |                            |
| Coupe de l'AFC 2019                                               | Al Jaish Damas             |
| Coupe de l'AFC 2019                                               | Al Ittihad Alep            |
| Promotions et relégations                                         |                            |
| Promus en Syrian League                                           | Al-Sahel SC                |
| Promus en Syrian League                                           | Jableh SC                  |
| Relégués en Championnat de Syrie de football de deuxième division | Al-Jihad SC                |
| Relégués en Championnat de Syrie de football de deuxième division | Al Muhafaza SC             |